# Lichoceves
Obec Lichoceves se nachází v okrese Praha-západ, kraj Středočeský asi 13 km severozápadně od centra Prahy a 8 km západně od města Roztoky. Žije zde 413 obyvatel. Obec se skládá se dvou vesnic, Lichoceves a Noutonice, kterým odpovídají dvě evidenční části obce, dvě katastrální území a dvě základní sídelní jednotky. V samotné Lichocevsi bylo v roce 2011 při sčítání lidu zjištěno 121 trvale bydlících obyvatel a obvyklý počet obyvatel 109, počet evidovaných obyvatel je 92, evidováno zde bylo 51 číslovaných budov, z toho 43 bytových a 1 budova individuální rekreace.

## Části obce
Obec Lichoceves se skládá ze dvou částí na dvou stejnojmenných katastrálních územích:
- Lichoceves
- Noutonice

## Historie
První písemná zmínka o obci pochází z roku 1088, kdy ji český král Vratislav I. daroval vyšehradské kapitule (CDB I, 380). Kolem roku 1228 ves s poplužním dvorem patřila abatyši a klášteru benediktinek sv. Jiří na Pražském hradě . V roce 1960 byly připojeny Noutonice.
| 1869 | 1880 | 1890 | 1900 | 1910 | 1921 | 1930 | 1950 | 1961 | 1970 | 1980 | 1991 | 2001 | 2011 |
| ---- | ---- | ---- | ---- | ---- | ---- | ---- | ---- | ---- | ---- | ---- | ---- | ---- | ---- |
| 240  | 225  | 200  | 186  | 201  | 159  | 168  | 146  | 379  | 327  | 283  | 242  | 205  | 374  |

### Územněsprávní začlenění
Dějiny územněsprávního začleňování zahrnují období od roku 1850 do současnosti. V chronologickém přehledu je uvedena územně administrativní příslušnost obce (osady, části obce) v roce, kdy ke změně došlo:
- 1850 země česká, kraj Praha, politický i soudní okres Smíchov[7]
- 1855 země česká, kraj Praha, soudní okres Smíchov
- 1868 země česká, politický i soudní okres Smíchov
- 1927 země česká, politický okres Praha-venkov, soudní okres Praha-západ[8]
- 1939 země česká, Oberlandrat Praha, politický okres Praha-venkov, soudní okres Praha-západ[9]
- 1942 země česká, Oberlandrat Praha, politický okres Praha-venkov-sever, soudní okres Praha-západ[10]
- 1945 země česká, správní okres Praha-venkov-sever, soudní okres Praha-západ[11]
- 1949 Pražský kraj, okres Praha-západ[12]
- 1960 Středočeský kraj, okres Praha-západ
- 2003 Středočeský kraj, obec s rozšířenou působností Černošice

### Rok 1932
V obci Noutonice (238 obyvatel, poštovní úřad, katol. kostel, samostatná obec se později stala součástí Lichocevsi) byly v roce 1932 evidovány tyto živnosti a obchody: cihelna, hostinec, kolář, 2 kováři, mlýn, obchod s ovocem, pojišťovací jednatelství, 5 rolníků, hospodářské skladištní družstvo, obchod se smíšeným zbožím, trafika, truhlář.

## Doprava
Dopravní síť
- Pozemní komunikace – Do obce vedou silnice III. třídy.
- Železnice – Obec Lichoceves leží na železniční trati 121 Hostivice – Podlešín. Jedná se o jednokolejnou celostátní trať, doprava byla zahájena roku 1873. Na území obce leží železniční stanice Noutonice.

Veřejná doprava 2011
- Autobusová doprava – V obci zastavovaly příměstské autobusové linky 312 Praha, Dejvická – Lichoceves (v pracovních dnech 11 spojů, o víkendu 4 spoje) (dopravce Dopravní podnik hl. m. Prahy, a. s.) a 350 Praha, Dejvická – Okoř (v pracovních dnech 12 spojů, o víkendu 7 spojů) (dopravce ČSAD MHD Kladno, a. s.).
- Železniční doprava – Po trati 121 v roce 2011 jezdily v létě 2 páry osobních vlaků o sobotách a nedělích.

## Osobnosti
- Karla Slavíková-Welsová (1862–1936), divadelní herečka a pedagožka
- Rudolf Jaroslav Kronbauer (1864–1915), novinář a spisovatel, bratr. K. Slavíkové Welsové

## Galerie

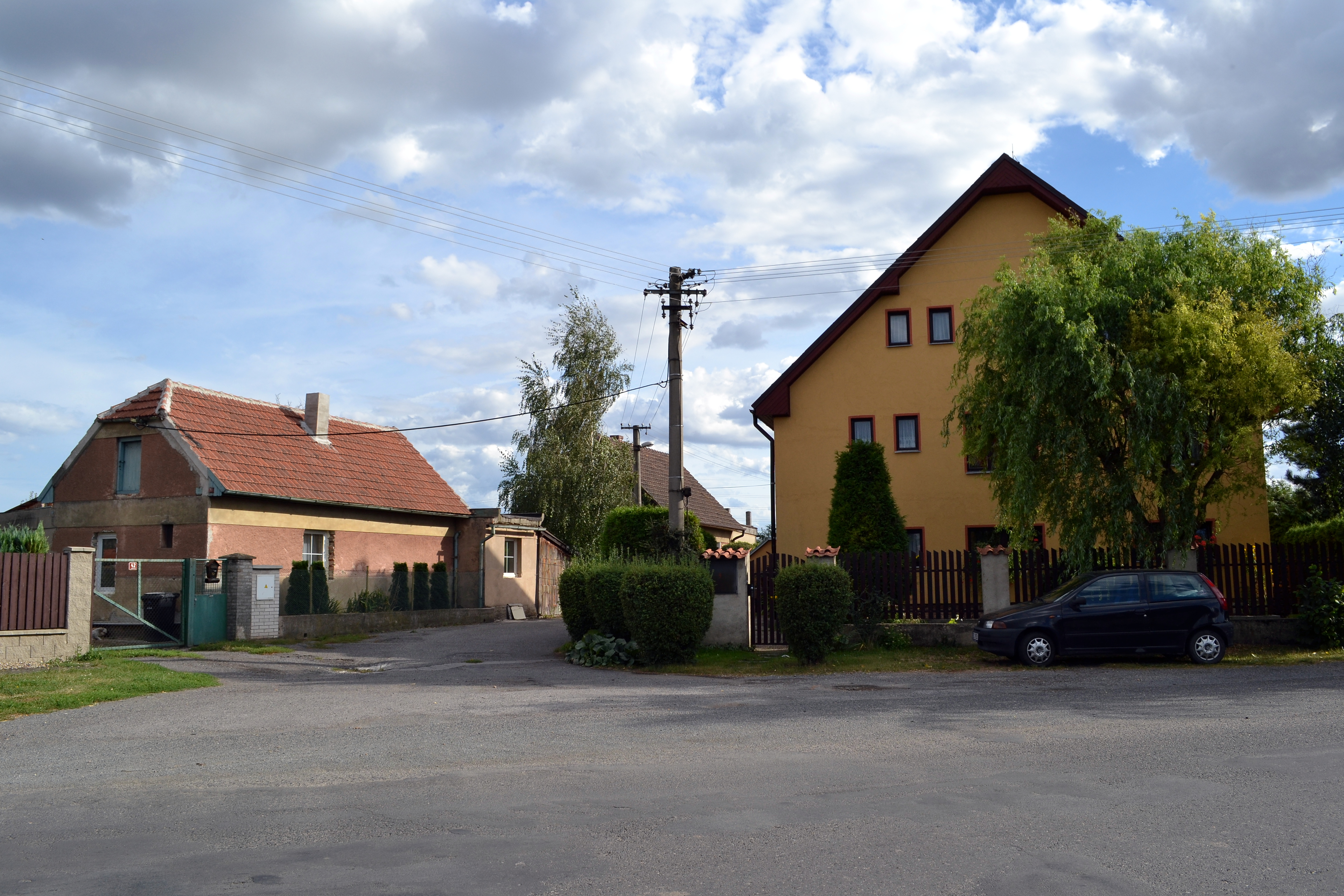
Zástavba při hlavní ulici procházející obcí
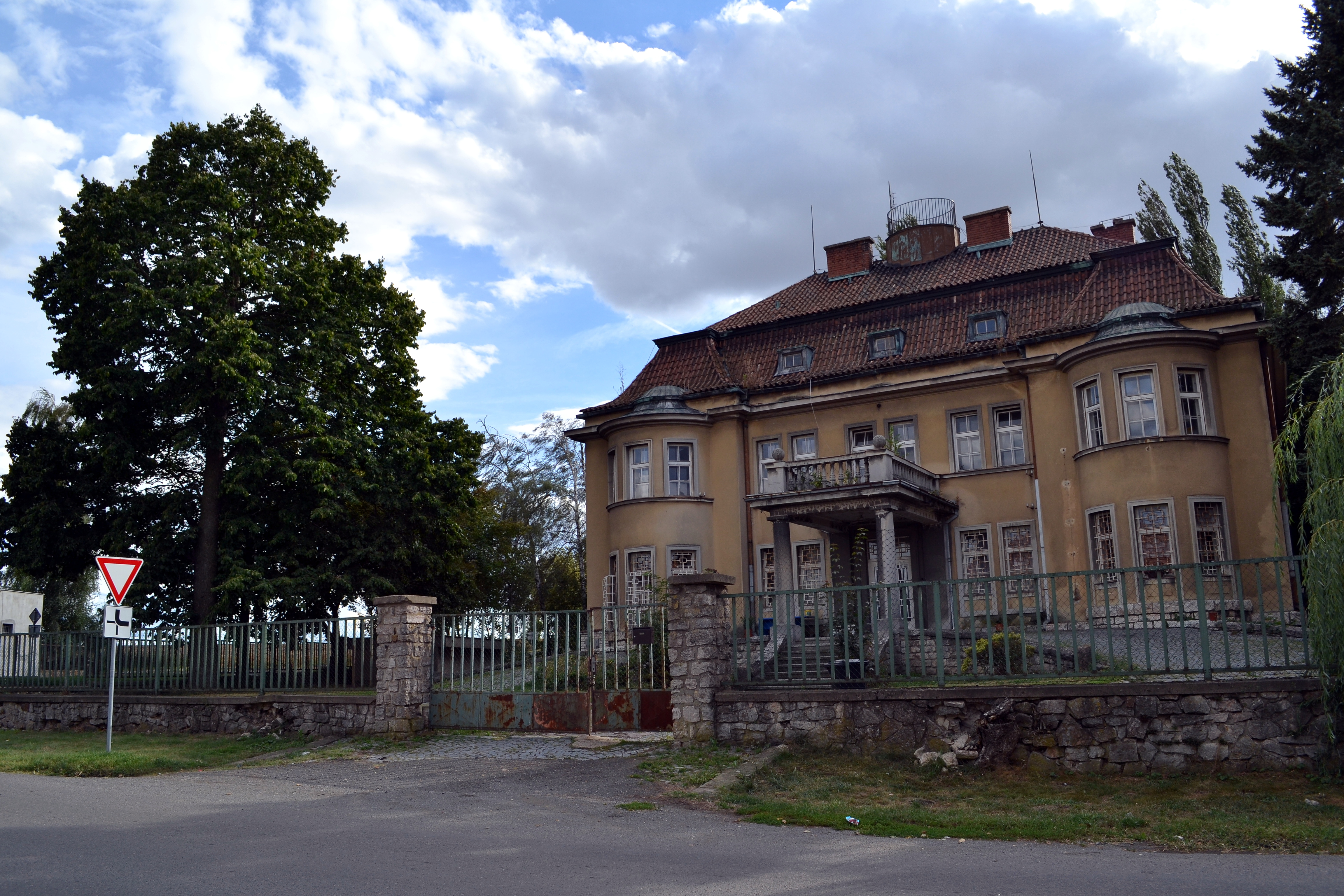
Vila v Lichocevsi
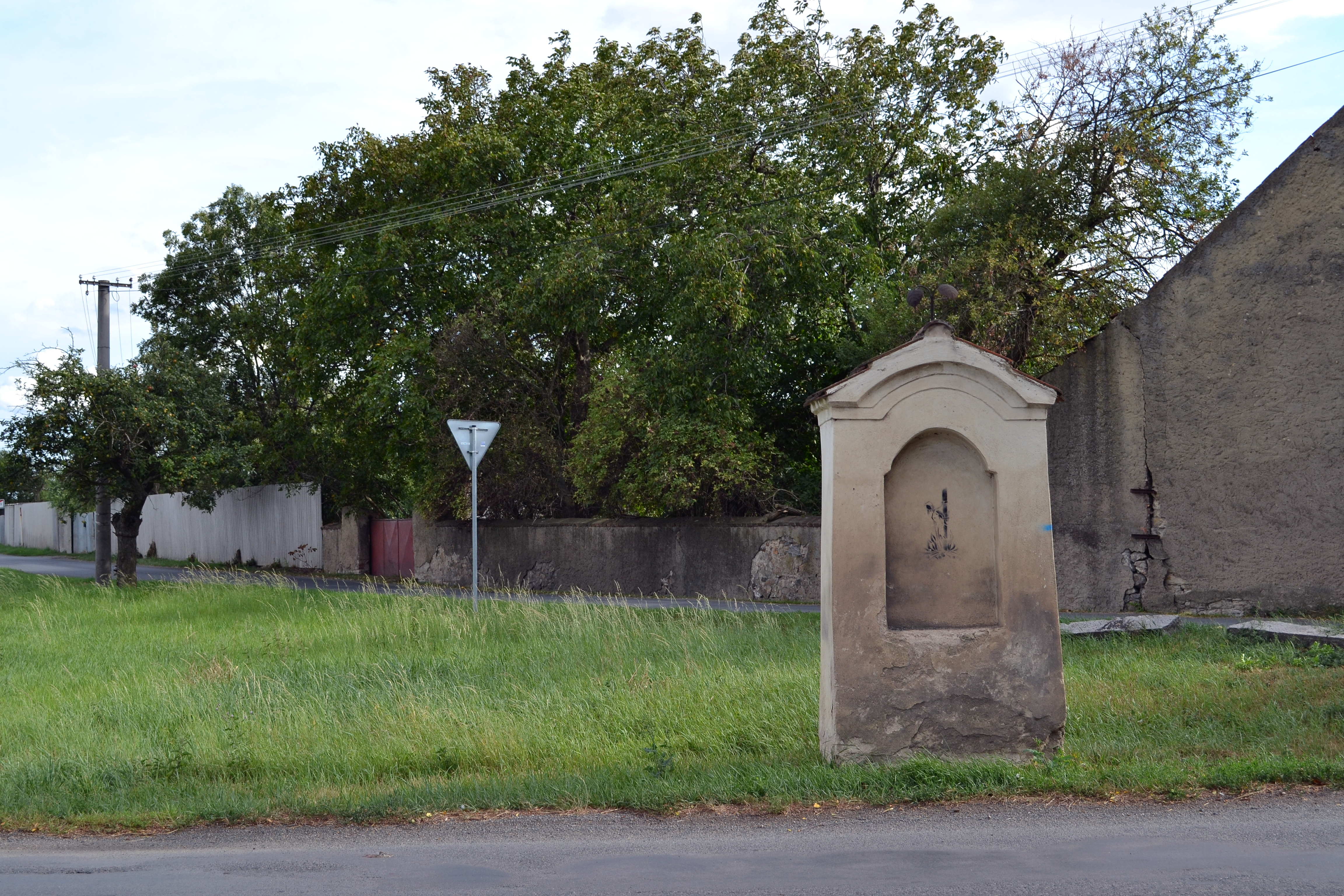
Kaplička na kraji obce